# Маттиас, Мария де
Святая Мария де Маттиас (итал. Maria De Mattias; 4 февраля 1805, Валлекорса, Лацио — 20 августа 1866, Рим) — итальянская католическая монахиня, основательница религиозной конгрегации «Адоратки Крови Христовой» (лат. Sorores Adoratrices Pretiossimi Sanguinis, итал. Suore adoratrici del Sangue di Cristo).
Канонизирована папой Иоанном Павлом II в 2003 году.

## Биография
Родилась 4 февраля 1805 года в Валлекорсе в религиозной семье из высшего общества. Вторая из четырёх детей Джованни де Маттиаса и Оттавии де Анджелис. В 1822 году Гаспар дель Буфало, основатель конгрегации «Миссионеры Драгоценнейшей Крови Христовой», проповедовал в её городе и вдохновил де Маттиас посвятить свою жизнь заботе о нуждающихся и распространению слова Божьего.
В марте 1834 года, в возрасте 29 лет, под руководством преемника дель Буфало, Джованни Мерлини, она основала конгрегацию «Адоратки Крови Христовой». Епископ Джузеппе Мария Лаис призвал её заняться обучением молодых девушек, ведь сама де Маттиас научилась читать и писать самостоятельно, поскольку женщины в то время не получали формальное образование. В 1855 году орден получил папское одобрение. Де Маттиас принесла публичный обет целомудрия, получив от Мерлини золотое сердце с отпечатком трёх капель крови. Серебряное сердце до сих пор носят сёстры-адоратки по всему миру.
Де Маттиас провела более тридцати лет, путешествуя по Италии и основывая обители своего ордена. Общины часто были очень бедны, иногда даже у её членов не было еды, но они всегда были готовы поделиться своими скудными припасами с бедняками. За время жизни де Маттиас были основаны более 70 обителей по всей Европе.
Умерла в Риме 20 августа 1866 года и была похоронена на римском кладбище Кампо Верано в гробнице, заказанной папой Пием IX.

## Почитание
Беатифицирована 1 октября 1950 года папой Пием XII, канонизирована 18 мая 2003 года папой Иоанном Павлом II.
По состоянию 2018 год в ордене де Маттиас состояло 1137 сестёр в обителях в Италии, Боливии, Бразилии, Китае, Гватемале, Либерии, Южной Корее, США и Вьетнаме.
День памяти — 20 августа.